# Fulvetta ruficapilla
Fulvetta ruficapilla é uma espécie de ave da família Paradoxornithidae.
Pode ser encontrada nos seguintes países: China, Laos e possivelmente em Vietname.
Os seus habitats naturais são: florestas temperadas.